# 김재춘 (프로게이머)
김재춘(1987년 2월 10일 ~ )는 대한민국의 전직 스타크래프트 프로게이머로 저그 유저이다. 아이디는 FireFist이다.
2006년 하반기 드래프트에서 팬택앤큐리텔 큐리어스(위메이드 폭스)의 1차 지명으로 입단하였다.
2008년 9월 2일 위메이드 폭스에서 KTF 매직엔스(현 KT 롤스터)로 이적하였다. 바투 스타리그에서 손찬웅의 실수에도 아랑곳하지 않고 자신의 패배를 인정해 큰 환호를 받았었다.
2009년 8월 17일 STX컵 CJ엔투스전에서 3번째로 출전하여, 진영화, 신동원, 권수현, 김정우를 차례로 물리치고 STX컵 저그 최초 올킬을 기록하였다.
2010년 3월11일 MSL 서바이버에서 오영종, 조병세를 나란히 꺾으며 MSL에 진출하여 2회 연속 MSL 본선에 올라갔다.
2010년 10월 13일 공군 입대를 취소하고 은퇴하였다.
그리고 2011년 10월 24일, 공식적으로 은퇴가 공시되었다.
2011년 10월 말, 그는 속기사 자격증을 딴 것으로 알려졌다.

## 주요 경력
- 2006년 제18회 커리지매치 입상
- 2006년 e-Sports협회 주최 제7회 주장원전 우승
- 2008년 BATOO 스타리그 08~09 36강
- 2009년 Pre NATE MSL 로열로더 토너먼트 우승
- 2009년 NATE MSL 2009 16강
- 2010년 대한항공 스타리그 2010 Season 1 36강
- 2010년 하나대투증권 MSL 2010 32강